# Доње Цјепидлаке
Доње Цјепидлаке су насељено место у општини Ђуловац (до 1991. Миоковићево), у западној Славонији, Република Хрватска.

## Историја
До територијалне реорганизације у Хрватској насеље се налазило у саставу бивше велике општине Дарувар.

## Становништво
По попису из 2011. године насеље је имало 3 становника.
| Националност       | 1991.       | 1981.        | 1971.        | 1961.        |
| Срби               | 81 (81,81%) | 118 (82,51%) | 161 (72,19%) | 204 (83,95%) |
| Хрвати             | 7 (7,07%)   | 11 (7,69%)   | 23 (10,31%)  | 39 (16,04%)  |
| Југословени        | 4 (4,04%)   | 14 (9,79%)   | 37 (16,59%)  | 0            |
| остали и непознато | 7 (7,07%)   | 0            | 2 (0,89%)    | 0            |
| Укупно             | 99          | 143          | 223          | 243          |

- напомене:

Насеља Горње Цјепидлаке и Доње Цјепидлаке исказују се под тим именом од 1890. До 1880. исказивано је насеље Цјепидлаке. За то бивше насеље садржи податке до 1880.